# دلی (آیووا)
دلی (به انگلیسی: Delhi) شهری در ایالت آیووا کشور ایالات متحده آمریکا است که جمعیت آن در سرشماری سال ۲۰۱۰ میلادی، ۴۶۰ نفر بوده‌است.